# آروس تیگرانیان

آروس تیگرانی تیگرانیان (ارمنی: Արուսիկ Տիգրանի Տիգրանյան؛ انگلیسی: Arus Tigranyan؛ ۱۶ اوت ۱۹۹۵) یک روزنامه‌نگار و بازیگر اهل ارمنستان است. وی از سال میلادی تا کنون فعالیت می‌کند.

## زندگی‌نامه
وی در ۱۶ اوت ۱۹۹۵ در ایروان به دنیا آمد و از دانشکده روزنامه‌نگاری دانشگاه دولتی ایروان فارغ‌التحصیل شد. 